# Lichtvisje
Het Lichtvisje of ook lantaarndragertje
(Hemigrammus ocellifer) is een straalvinnige vissensoort uit de familie van de karperzalmen (Characidae). De wetenschappelijke naam van de soort is voor het eerst geldig gepubliceerd in 1882 door Steindachner.
In het wild komt deze zoetwatervis in grote delen van Zuid-Amerika voor: Peru, Brazilië, de Guiana's. De vis wordt commercieel veel gekweekt en import wordt zelden op de markt gebracht.
Deze soort komt ook in Suriname voor, samen met een soort die er veel op lijkt en door Mol als H. aff. ocellifer betiteld wordt.
Het is een vis van traagstromende rivieren, zijrivieren en overstroomde beemden.
Het is een bekende aquariumvis, die liefst in kleine scholen te houden is. De vis is sinds 1910 bekend in de aquaristiek.

## Beeldgalerij

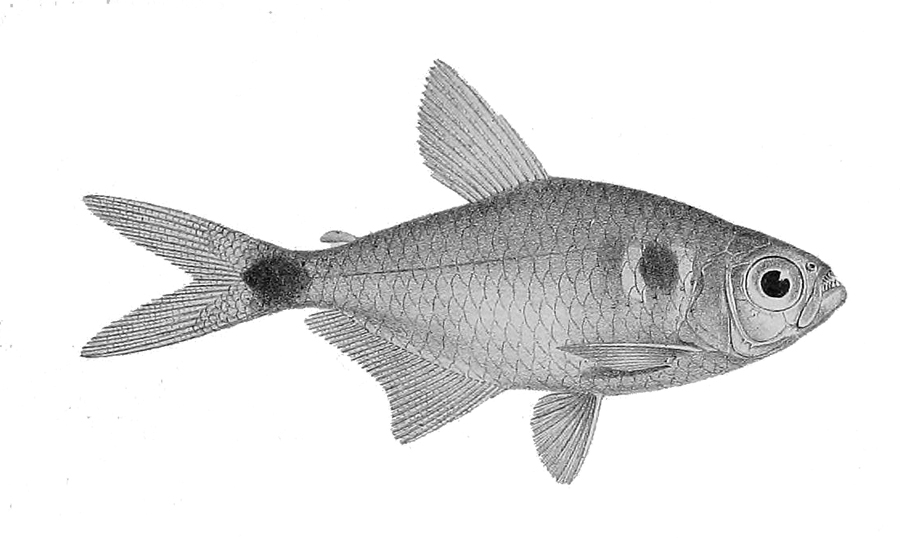